# UTC+09:00

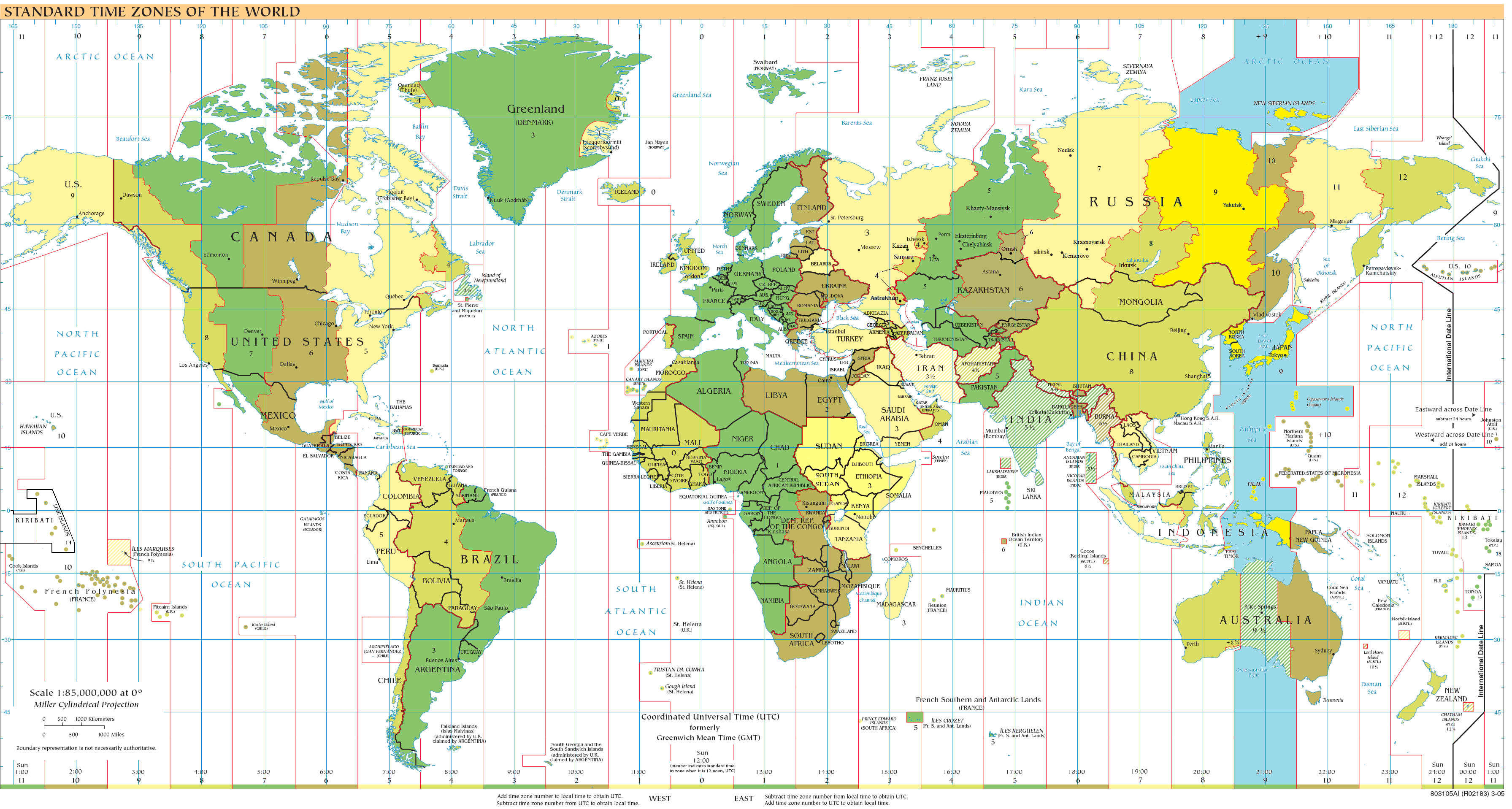
UTC+09 2015년: 파란색 (12월), 주황색 (6월), 노란색 (상시), 밝은 청색 - 바다

UTC+09는 협정 세계시보다 9시간 빠른 시간대이다.

## 표준 시간대 (1년 내내)

### 북아시아
- 러시아 (야쿠츠크 시간)
  - 아무르주
  - 자바이칼 지방
  - 사하 공화국 서부

### 동아시아
- 대한민국 (한국 표준시)
- 북한 (한국 표준시)
- 일본 (일본 표준시)

### 오세아니아
- 팔라우

### 동남아시아
- 인도네시아 (동부)
  - 말루쿠 제도
  - 파푸아 주, 파푸아바랏 주 (인도네시아 뉴기니)
- 동티모르

## 과거 사용된 곳
- 홍콩 (1941년부터 1979년까지 일광 절약 시간제로 사용됨)
- 마카오 (1946년부터 1979년까지 일광 절약 시간제로 사용됨)
- 중화민국 (1946년부터 1961년, 1974년, 1975년, 1979년까지 일광 절약 시간제로 사용됨)
- 중화인민공화국 (1986년부터 1991년까지 일광 절약 시간제로 사용됨)
- 몽골 (1983년부터 1998년, 2001년부터 2006년, 2015년부터 2016년까지 대부분 지역에서 일광 절약 시간제로 사용됨)

## 비교
| UTC+09 | 0       | 1       | 2       | 3       | 4       | 5       | 6       | 7       | 8       | 9 | 10 | 11 | 12 | 13 | 14 | 15 | 16 | 17 | 18 | 19 | 20 | 21 | 22 | 23 |
| ------ | ------- | ------- | ------- | ------- | ------- | ------- | ------- | ------- | ------- | - | -- | -- | -- | -- | -- | -- | -- | -- | -- | -- | -- | -- | -- | -- |
| UTC    | 전날 15 | 전날 16 | 전날 17 | 전날 18 | 전날 19 | 전날 20 | 전날 21 | 전날 22 | 전날 23 | 0 | 1  | 2  | 3  | 4  | 5  | 6  | 7  | 8  | 9  | 10 | 11 | 12 | 13 | 14 |

## 같이 보기
- 러시아의 시간대
- 평양시간
- 한국 표준시
- 인도네시아 표준시